# Jeff Fabry
Jeff Fabry (* 14. dubna 1973, Hanford, Kalifornie) je americký paralympijský lukostřelec, vítěz paralympijských her. Jeho trenérem je Randi Smith.

## Život
Jeff Fabry se narodil 14. dubna 1973 v Hanfordu v Kalifornii. V 15 letech měl nehodu na motorce, při které ztratil většinu pravé ruky a pravé nohy.
S lukostřelbou začal v roce 1997 a prvních letních paralympijských her se zúčastnil v roce 2004 v Athénách. Vyhrál bronzovou medaili za jednotlivce a spolu s Aaronem Crossem a Kevinem Stonem i v týmech. Stejného výsledku za jednotlivce dosáhl i na Letních paralympijských hrách 2008 v Peking. Nejlepšího výsledku dosáhl na Letních paralympijských hrách 2012 v Londýně, kdy skončil na 1. místě.
Z luku střílí tak, že luk drží levou rukou a šíp zaměřuje ústy.
Má ženu Crystal a děti Rebeccu a Josepha.